# Waldstatt
Waldstatt é uma comuna da Suíça, no Cantão Appenzell Exterior, com cerca de 1.721 habitantes. Estende-se por uma área de 6,74 km², de densidade populacional de 255 hab/km². Confina com as seguintes comunas: Herisau, Hundwil, Schwellbrunn, Urnäsch. 
A língua oficial nesta comuna é o Alemão.

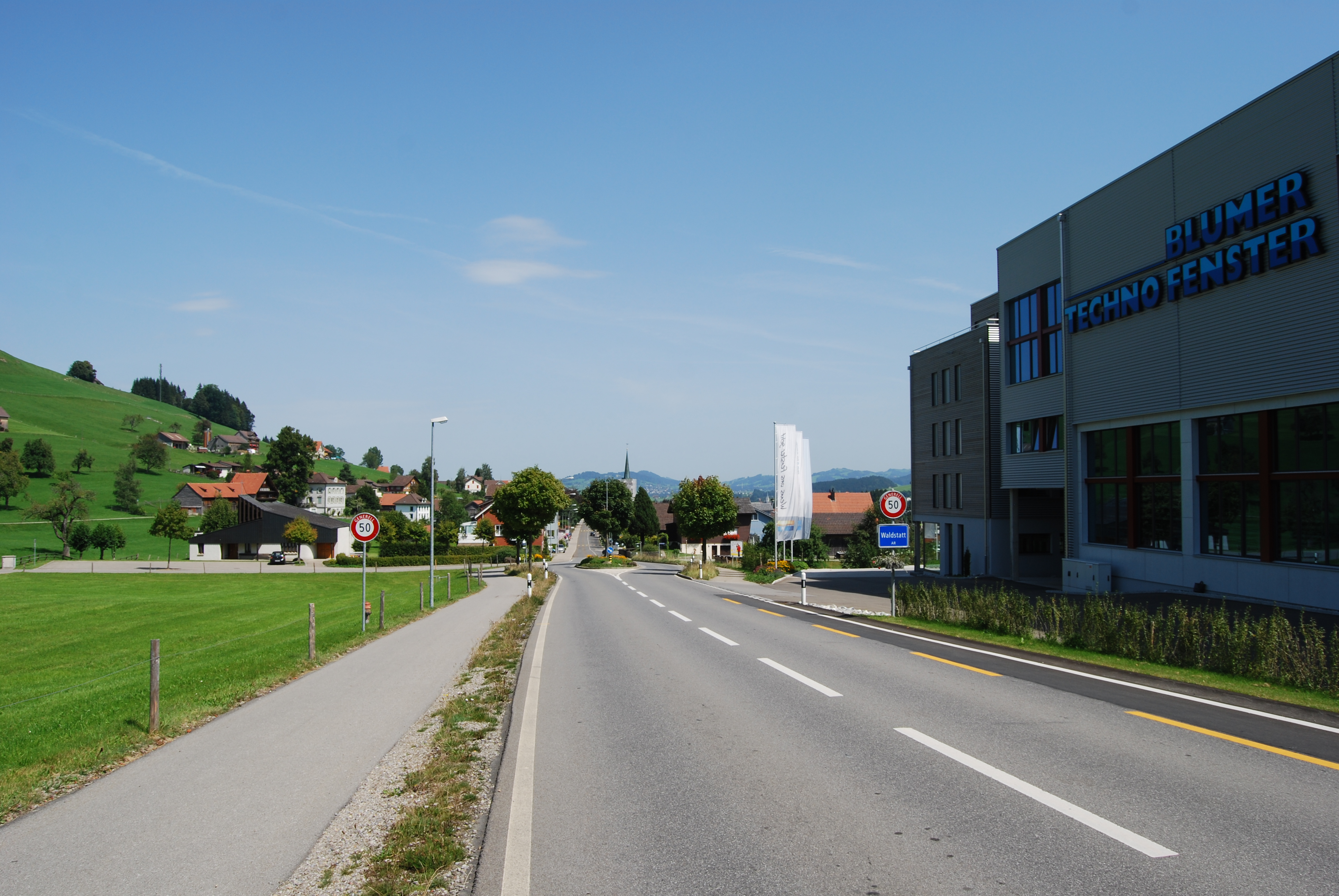
Waldstatt